# Флорентийская камерата
Флоренти́йская камера́та (итал. camerata — компания, кружок) — содружество философов-гуманистов, поэтов и музыкантов (также теоретиков музыки), созданное во Флоренции в 1573 году с целью совместного обсуждения древнегреческой музыки и способа её воплощения в современной итальянской музыке.
Встречи происходили под покровительством и в доме мецената графа Джованни Барди (отсюда её альтернативное название, итал. Camerata de' Bardi), после его отъезда в Рим (в 1592 г.) до конца 1590-х годов — у Якопо Корси. Среди известных членов Флорентийской камераты — Джулио Каччини, Якопо Пери, Винченцо Галилей, Кристофано Мальвецци, Оттавио Ринуччини, Пьеро Строцци, возможно, также Алессандро Стриджо. Большое влияние на формирование эстетики камераты оказал знаток греческого языка и античной культуры римлянин Джироламо Меи, с которым Галилей состоял в переписке. Апогеем творческой деятельности камераты стала первая в истории опера Якопо Пери на текст Ринуччини «Дафна» (1598, сохранилась во фрагментах).

## История

### Джованни Барди и Флорентийская камерата
В своём флорентийском доме Джованни Барди собирал любителей изобразительного искусства, однако вскоре, как обычно бывало со всеми салонами в ту эпоху, его участники образовали нечто вроде небольшой академии, которая занималась всеми видами искусства, но особенно музыкой. Барди и сам занимался сочинением музыкальных произведений. В кружке Барди музыка рассматривалась в связи с литературой. Особенный интерес участников учёных бесед в доме Барди вызывала античность, которая представлялась им неким идеалом
На собраниях Флорентийской камераты много говорилось о современном состоянии музыки, которое признавалось неудовлетворительным. В то время господствовали сложные полифонические формы: множество мелодических голосов (нередко свыше 20) звучало одновременно, при этом слова стихотворных текстов произносились вразнобой. Иногда каждый голос произносил свой текст (например, в так называемом политекстовом мотете). Все это приводило к тому, что понять слова, а следовательно, и содержание произведений вокальной музыки было невозможно. Да и сама музыка порой казалась слишком сложной для восприятия. Вот почему участники кружка называли полифоническую музыку «разрушительная поэзия».
При том, что не сохранилось ни одного образца античной музыки, в отличие от произведений изобразительного искусства, итальянские сторонники музыкальной реформы опирались на труды античных авторов. По их мнению, древние греки, имея в своем распоряжении лишь несложные средства, создавали музыку, рождавшую в слушателях сильные чувства. Считалось, что музыке древних греков господствовала мелодия простая и выразительная. Поэт пел или, быть может, читал свои стихи нараспев под звуки струнного щипкового инструмента (лиры или кифары), так в одном лице соединялись сочинитель и исполнитель. По свидетельству античных писателей, музыка тех времён обладала могучим воздействием: воодушевляла слабых и трусливых, несла успокоение возбуждённым умам и, напротив, воспламеняла холодных и равнодушных. Сохранился поэтический миф о певце древности Орфее, который своим прекрасным пением укрощал диких зверей, двигал горы и леса и даже способен был растрогать неумолимых властителей преисподней.
Один из членов Флорентийской камераты Винченцо Галилей, принимавший участие в горячих спорах, решил положить на музыку отрывок из «Божественной комедии» Данте. Это была жалоба страдальца Уголино. Согласно позднему свидетельству сына Джованни Барди, последний помогал Галилею «ночи напролёт». Целью Галилея было создание такой мелодии, звуки которой подчёркивали бы выразительность каждого поэтического слова. Получилась как бы «говорящая» мелодия, которую Галилей с глубоким волнением пел, аккомпанируя себе на виоле или лютне. Галилей обладал представительной внешностью и исполнил своё сочинение так выразительно, что снискал среди посетителей салона успех. Однако вне кружка Барди эксперимент Галилея вызвал горячие споры и критику музыкантов, приверженцев «старого стиля».
Позднее участники Флорентийской камераты приступили к новому опыту — созданию драмы, целиком положенной на музыку (Dramma per musica). Барди обратился к двум молодым музыкантам и певцам — Якопо Пери и Джулио Каччини. По замыслу Барди, за образец должна была быть взята античная трагедия, и для новой драмы необходимо было разработать новую манеру исполнения — речитативный стиль.  Собственно термина «речитативный стиль» (итал. stile recitativo) у флорентийцев не было, хотя попытки описать этот стиль отмечаются, например, у Каччини в предисловии к сборнику «Le nuove musiche» (in armonia favellare и т. п.). Кавальери в заглавии своего знаменитого «Представления о душе и теле» пользовался словосочетанием recitar cantando. Близок к ним термин К. Монтеверди stile rappresentativo (в предисловии к Седьмой книге мадригалов, 1617).

### Джулио Каччини
Впоследствии Каччини отмечал, что именно учёные беседы камераты помогли ему, оставив полифонию, «губящую поэзию», взять за образец музыку древних, чтобы донести слово до сознания слушателя. Каччини, по примеру древних, видит три слагаемых музыки: на первом месте стоит слово, за ним — ритм и лишь потом звук. Он обратился к сочинению мадригалов для одного голоса и заслужил одобрение членов камераты. Он также исполнял свои произведения в Риме и приём его экспериментов в салонах Неро Нере, Лионе Строцци и других обществах укрепил его в желании продолжить начатое. Вернувшись во Флоренцию, Каччини занялся сочинительством канцон на стихи Габриэлло Кьябреры, в этих произведениях голос певца сопровождался аккомпанементом струнных инструментов. Особое внимание он уделял передаче певцом красоты поэтического слова и понимания того, что он исполняет. Новые канцоны на стихи разнообразных размеров получили горячее одобрение флорентийской публики. Каччини явился создателем новой композиторской и исполнительской школ. Свои изыскания он изложил в сборнике «Le nuove musiche» (1601), сопроводив их музыкальными примерами в «речитативном стиле» (итал. stile recitativo), в которых передаются различные оттенки чувств.

### «Эвридика» Пери
Якопо Пери, певец-сопранист и виртуозный исполнитель на клавишных инструментах, учился у Кристофано Мальвецци. К нему как композитору в 1594 году обратились ещё два участника Флорентийской камераты поэт Оттавио Ринуччини и учёный Якопо Корси, до того безуспешно пытавшиеся переложить на музыку монологи из трагедии Ринуччини «Дафна». Пери задался целью создать манеру пения, лежащую на полпути между речью и мелодией, считая, что именно в такой манере исполнялись в античном театре трагедии. Исследуя строй и интонации итальянской речи, Пери искал средства для выражения различных чувств, создавая новый речитативный стиль. Используя свои изыскания, Пери написал музыку к «Дафне», и результаты его трудов заслужили одобрение Ринуччини и Корси. В предисловии к «Дафне» Гальяно объявляет Якопо Пери создателем «декламации нараспев». «Дафна» была исполнена сначала перед их единомышленниками, а потом поставлена в доме Корси в присутствии флорентийских аристократов во главе с великим герцогом Фердинандо Медичи в дни карнавала 1598 года. Спектакль явился озарением для всех зрителей, после него никто не сомневался, что «Дафна» явление «нового искусства». Впоследствии «Дафна» исполнялась множество раз, первая певица той эпохи, Виттория Аркилеи, певшая в ней, способствовала ещё большему успеху произведения Пери—Ринуччини. Несмотря на то, что Аркилеи пела с долгими фиоритурами и группето, что не совсем соответствовало замыслу авторов, Пери хвалил её исполнение.
Вместе с Пери Ринуччини пишет вторую оперу — «Эвридику», снова на сюжет из древнегреческой мифологии. Премьера нового произведения Пери—Ринуччини состоялась 6 октября 1600 года в Палаццо Питти на свадебных торжествах по случаю бракосочетания Марии Медичи и французского короля Генриха IV. Пери исполнил партию Орфея, в оркестре играли любители из числа аристократов, спектакль имел международный успех. Этот день считается днём рождения оперы. За «Эвридикой» Пери последовали сочинения в новом жанре: Каччини положил сюжет «Эвридики» на новую музыку, а 9 октября 1600 года, опять же в рамках брачных торжеств, в Палаццо Веккьо игралась его пасторальная пьеса «Похищение Кефала». Пери сочинил ещё несколько опер: «Фетида», «Свадьба Медора и Анжелики», «Адонис», «Флора», «Иола и Геракл». Примеру Флорентийской камераты последовали в Риме, Мантуе, Венеции и Неаполе. Через несколько лет во Флоренцию из Фландрии вернулся Клаудио Монтеверди, который не только развил и утвердил положения камераты, но и сделал из чисто аристократического вида искусства, какой была флорентийская опера, оперу, доступную широким кругам слушателей.

### Эмилио де Кавальери
Эмилио де Кавальери состоял на службе у великого герцога Тосканского, вероятно, в качестве распорядителя музыкальных празднеств. Он также посещал салон Барди и занимался разработкой речитативного стиля (recitar cantando), сочиняя произведения в подражание античной музыке. В издании Animo e Corpo друг Кавальери, Алессандро Гвидотти говорит о Кавальери, как знатоке античности. Однако больше, чем речитатив, Кавальери интересовала постановка музыкальных театрализованных представлений. Многие его соображения, касающиеся устройства зрительных залов; размещения оркестра; частях, составляющих музыкальное произведение; исполнительского мастерства, артикуляции, поведения и внешнего вида певцов, использовались позднейшими авторами в течение нескольких столетий.